# 막스 아베글렌
막스 "잠" 아베글렌(독일어: Max "Xam" Abegglen, 1902년 4월 11일, 뇌샤텔 주 뇌샤텔 ~ 1970년 8월 25일, 발레 주 체르마트)은 스위스의 전 축구 선수로, 현역 시절에 공격수로 활약했다. 현역 시절, 그는 로잔 스포르 소속으로 1923년까지 활약하다가 그라스호퍼로 이적했다. 그의 형제인 안드레 "트렐로" 아베글렌과 장 아베글렌도 모두 스위스 국가대표 선수로 활약했다.
아베글렌은 스위스 국가대표팀 경기에 68번 출전해 34골을 기록했다. 그는 2001년에 쿠빌라이 튀르킬마즈가 34호골을 기록하기 전까지 국가대표팀 단독 역대 최다 득점자로 이름을 올리고 있었다. 2008년 5월 30일, 알렉산더 프라이가 35호골을 성공하면서 스위스 국가대표팀 공동 최다 득점 기록이 경신되었다.
아베글렌은 1922년 11월 19일에 베른에서 열린 네덜란드와의 경기에서 국가대표팀 신고식을 해트트릭으로 치렀다. 그는 1924년 5월 24일, 9-0으로 이긴 리투아니아와의 1924년 하계 올림픽 경기에서 1번 더 해트트릭을 완성했다. 스위스는 이 대회 결승까지 올라갔지만, 우루과이에게 0-3으로 패하면서 은메달에 머물렀다. 아베글렌은 1934년 월드컵에 참가하지 못했다. 그의 마지막 국가대표팀 경기는 1937년 5월 2일에 열린 독일국과의 경기로, 아베글렌이 주장을 맡은 이 경기에서 스위스가 0-1로 패했다.
1980년대에 리그를 2번 우승한 뇌샤텔 크사막스 "잠" 막스 아베글렌의 이름을 따 구단명을 개칭했다. 그는 1924년 하계 올림픽 외에도 1928년 하계 올림픽에 출전했다.

## 수상
그라스호퍼
- 나치오날리가: 1926–27, 1927–28, 1930–31, 1936–37, 1938–39

- 스위스컵: 1925–26, 1926–27, 1931–32, 1933–34, 1936–37, 1937–38, 1939–40, 1940–41